# Balrampur
Balrampur è una suddivisione dell'India, classificata come municipal board, di 72.220 abitanti, capoluogo del distretto di Balrampur, nello stato federato dell'Uttar Pradesh. In base al numero di abitanti la città rientra nella classe II (da 50.000 a 99.999 persone).

## Geografia fisica
La città è situata a 27° 25' 60 N e 82° 10' 60 E e ha un'altitudine di 105 m s.l.m..

## Società

### Evoluzione demografica
Al censimento del 2001 la popolazione di Balrampur assommava a 72.220 persone, delle quali 38.038 maschi e 34.182 femmine. I bambini di età inferiore o uguale ai sei anni assommavano a 9.786, dei quali 5.072 maschi e 4.714 femmine. Infine, coloro che erano in grado di saper almeno leggere e scrivere erano 39.804, dei quali 23.325 maschi e 16.479 femmine.